# Archontowie patriarchatu
Archontowie patriarchatu – w Cesarstwie Bizantyńskim urzędnicy patriarchy Konstantynopola odpowiedzialni za funkcjonowanie patriarchatu.
Istnienie urzędników zajmujących się obsługą Patriarchatu Konstantynopolitańskiego jest poświadczone od VII wieku. Ich znaczenie rosło wraz ze wzrostem znaczenia patriarchatu. Zasadniczo byli duchownymi kościoła Hagia Sophia. Na wzór urzędników cywilnych Cesarstwa, zajmujących się sprawami gospodarczymi, zwano ich archontami. Stopień urzędniczy jaki otrzymywali, nie wiązał się z rangą w hierarchii duchowieństwa. Archontami byli najczęściej diakoni, rzadziej prezbiterzy. Na początku VII wieku archontowie sprawowali następujące urzędy (offikia): synkellosa, odpowiedzialnego ogólnie za administrację, chartofylaksa, odpowiedzialnego za archiwa i podległych mu notariuszy, ekonoma, kartulariuszy, odpowiedzialnych za administrację dobrami ziemskimi, skeuofylaksa, odpowiedzialnego za skarbiec i liturgię i ekdikoi odpowiedzialnych za dyscyplinę i porządek.
O dwa stulecia późniejszy Taktikon Benesevicia (pochodzący z lat 944-945) wskazuje na zmianę wcześniejszego porządku urzędów patriarchatu. Najwyraźniej wzrost znaczenia stolicy patriarszej przyniósł powiększenie zadań jej administracji. Finansami patriarchatu zarządzał w tym czasie sakkelariusz, protonotariusz był sekretarzem patriarchy, logoteta wygłaszał mowy świąteczne, hypomnematograf był urzędnikiem sądowym, kanstresios odpowiadał za szaty liturgiczne, referendarz za komunikację z cesarzem. Lista nie wymienia synkellosa, który zaczyna być wtedy traktowany jako następca urzędującego patriarchy. Wraz ze wzrostem znaczenia patriarchatu wzrosła też ingerencja cesarza w obsadzanie jego urzędów. Cesarz rezerwuje sobie możliwość obsadzania dwóch głównych urzędów: ekonoma i skeuofylaksa, wykorzystuje też możliwość powoływania na archontów osób świeckich. W 1057 roku cesarz Izaak Komnen zrzekł się prawa do jakiejkolwiek ingerencji w administrowanie dobrami kościelnymi, uwalniając je tym samym od kontroli państwa.
Pod koniec XI wieku Aleksy I Komnen dokonał reformy administracji patriarchatu. Wydana przez niego w 1094 roku syntagma upraszczała organizację patriarchatu do pięciu urzędów: wielkiego ekonoma, wielkiego skeuofylaksa, prepozyta sakellionu, wielkiego sakkelariusza, i chartofylaksa, który staje się najważniejszym urzędnikiem patriarchy i jego „ustami”: jest przedstawicielem patriarchy, pośrednikiem między nim a synodem i chociaż jest diakonem w porządku hierarchicznym jest umieszczany przed metropolitami. Pod koniec XII wieku liczba archontów zostaje powiększona o protekdikosa, wykonującego władzę sądowniczą poprzez sąd eidekeion.
Współcześnie (pocz. XXI w.) tytuł Wielkiego Archonta patriarchatu może zostać nadany przez patriarchę Konstantynopola osobie, która położyła szczególne zasługi w pracy dla dobra Kościoła prawosławnego. Tytuł Archonta Wielkiego to najwyższy tytuł, jaki może otrzymać w prawosławiu wierny świecki, jego nadaniu towarzyszy specjalny obrzęd.